# Kladivo čarovnic
Kladivo čarovnic (tudi Gorjača čarovnic, izvirno latinsko Malleus maleficarum) je knjiga, katere avtorja sta bila Jakob Sprenger in Heinrich Institoris, znana nemška inkvizitorja. Napisana je bila na pobudo papeža Inocenca VIII., ki ju je pozval, naj zbereta vse, kar je znanega o najboljših metodah za spoznavanje čarovnic in sodno dokazovanje njihove hudobije. Knjigo so prvič tiskali leta 1487 in do leta 1669 natisnili 28 izdaj.

## Vsebina
Kladivo čarovnic popisuje v prvem in drugem delu pregled zlega početja čarovnic in njihovih poskusov, da bi skrile hudodelstva. V tretjem delu pokaže, kako jim je vseeno mogoče dokazati zlo in jih obsoditi z natanko določenim procesnim redom.
Preiskovalni sodnik mora osumljenke vprašati 35 reči, vendar že prvo vprašanje zadošča, če ne najdejo ničesar drugega. Vprašanje se glasi: »Veruješ v čarovnice?« Če zaslišanka odgovori, da lahko veruje, je to lahko dokaz, da je izvedena v čarovniških rečeh. Če odgovori, da ne, jo lahko obsodijo, da je zagrešila krivoverstvo. Če poskuša v kasnejšem zasliševanju še kaj tajiti, naj bo deležna mučilnice, kot priče pa je treba priklicati druge čarovnice, zlasti takšne, ki so z osumljenko sprte. Če je bilo še kaj dvomov o krivdi, so se lahko sklicevali na božjo sodbo: obdolženki so zvezali roke in noge in jo vrgli v vodo. Če se je potopila, je bila čarovnica, če je ostala na površini, pa so to lahko jemali kot dokaz, da voda zavrača krst. 

## Zgodovina
Veliki renesančni papeži, Aleksander VI., Julij II., Leon X., so potrdili, da je knjiga veljavna. Čarovniški procesi niso bili omejeni samo na katoliške dežele, marveč jih je reformacija podnetila tudi drugod. Procesi so se razširili po Evropi, pa tudi po kolonijah Severne Amerike. 
Še leta 1836 so po preizkušnji, zapisani v Kladivu čarovnic, na polotoku Heli pri Gdansku utopili neko žensko in jo razglasili za čarovnico.